# Planalto
Planalto este un oraș în statul Bahia (BA) din Brazilia.